# Junta Auxiliar Consultiva de Barcelona
La Junta Auxiliar Consultiva de Barcelona fou un organisme constituït de 10 d'agost a 21 d'octubre de 1835 pels gremis, fabricants, comerciants, hisendats i caps de la Milícia Nacional de Barcelona arran de les bullangues que culminaren amb la crema de convents i la crema de la fàbrica Bonaplata. Els seus caps eren membres exaltats del liberalisme: Marià Borrell (futur alcalde), Antoni de Gironella i Aiguals, Francesc Soler i Guillem Oliver i Salvà.
Un cop constituïda s'encarregà del repartiment dels béns dels convents i demanà a la regent Maria Cristina la convocatòria de Corts extraordinàries i l'eliminació de la divisió provincial del 1833 així com la restauració dels estats de l'antiga Corona d'Aragó. Tanmateix no assolí el suport de les Juntes Auxiliars de Girona, Tarragona i Lleida, ni tampoc de la de València ni la de Saragossa. Sí que aconseguí, però, el trasllat definitiu de la Universitat de Cervera a Barcelona.
El 2 de setembre de 1835 el govern ordenà la dissolució de la Junta, però aquesta es transformà el 9 de setembre en Junta Provisional Superior Governativa del Principat de Catalunya. Tanmateix, el 21 d'octubre es va dissoldre després d'aconseguir el nomenament com a capità general de Catalunya al general liberal Espoz y Mina, qui la va substituir per unes Juntes d'Armament i Defensa formades per les quadre diputacions catalanes, que encara no estaven constituïdes.